# K. S. Nabi
Kazi Shahidun Nabi est un avocat bangladais qui a occupé le poste de 9e procureur général du Bangladesh de 1996 à 1998.

## Carrière
Nabi a été admis au barreau de Lincoln's Inn, à Londres, en 1961. Il a été membre du corps enseignant du Central Law College de Dacca. Il a été inscrit à la Cour suprême du Bangladesh en 1986.
Il a également eu une carrière politique puisqu'il a rejoint la Bangladesh Awami League avant l'indépendance du Bangladesh. Il a occupé le poste de secrétaire aux affaires juridiques du parti en 1992. Lors des septièmes élections parlementaires nationales de 1996, Nabi était candidat de la Ligue Awami du Bangladesh dans la circonscription de Munshiganj-1 et a perdu contre A. Q. M. Badruddoza Chowdhury. Il a été président du Conseil du barreau du Bangladesh de 1996 à 1998.
Il était procureur général pendant le procès des assassins de Sheikh Mujibur Rahman, le premier président du Bangladesh, le 15 août 1975. Le procès a eu lieu dans l'enceinte de la prison centrale de Dacca. « Il ne s'agit pas d'un procès à huis clos, il se tient à l'intérieur de la prison uniquement pour des raisons de sécurité raisons de sécurité » a-t-il déclaré.
En 1999, Nabi a été l'avocat de l'homme d'affaires bangladais Aziz Mohammad Bhai (en) après son arrestation par la branche spéciale de la police, qui l'a accusé d'être impliqué dans le meurtre de l'acteur de cinéma Sohel Chowdhury et d'avoir utilisé des femmes pour la contrebande et la fourniture d'informations et de documents gouvernementaux secrets à l'étranger.

## Vie personnelle
Nabi était le fils unique de feu Dr Kazi Wahidun Nabi, l'un des cousins de Humayun Rashid Choudhury (en), ancien président du Parlement national du Bangladesh,. Il est décédé le 8 juillet 2018 dans sa résidence de Dhanmondi à Dacca. Son corps a été transporté dans les locaux de la Cour Suprême pour une prière funéraire, comme pour tous les hauts fonctionnaires bangladais, puis il a été enterré au cimetière de Banani.